# WWE Super ShowDown
WWE Super ShowDown was een jaarlijks professioneel worstel-pay-per-view (PPV) en WWE Network evenement dat georganiseerd werd door de Amerikaanse worstelorganisatie WWE. Het laatste evenement werd gehouden in 2020. In 2021 werd er geen editie gehouden wegens het coronapandemie.
Het evenement is tot nu toe alleen gehouden buiten de Verenigde Staten. Het eerste evenement vond plaats in Australië en daarna in Saoedi-Arabië als onderdeel van een 10-jarig partnerschap ter ondersteuning van Saudi Vision 2030.

## Chronologie
| Evenement            | Datum            | Stad                           | Locatie                             | Main Event                                                  |
| -------------------- | ---------------- | ------------------------------ | ----------------------------------- | ----------------------------------------------------------- |
| Super Show-Down 2018 | 6 oktober 2018   | Melbourne, Victoria, Australië | Melbourne Cricket Ground            | The Undertaker (met Kane) vs. Triple H (met Shawn Michaels) |
| Super ShowDown 2019  | 7 juni 2019      | Djedda, Mekka, Saoedi-Arabië   | King Abdullah International Stadium | The Undertaker vs. Goldberg                                 |
| Super ShowDown 2020  | 27 februari 2020 | Riyad, Saoedi-Arabië           | Mohammed Abdu Arena op de Boulevard | Goldberg vs. "The Fiend" Bray Wyatt                         |